# Variabele
In de wiskunde is een variabele een symbool dat een willekeurig wiskundig object representeert, bijvoorbeeld een getal, een verzameling of een functie. Een variabele wordt meestal voorgesteld door een letter, maar soms door meer dan één letter uit het alfabet en ook letters uit andere alfabetten worden gebruikt.

## Reële variabele
In de definitie van de functie {\displaystyle f:\mathbb {R} \to \mathbb {R} }, met {\displaystyle f(x)=3x}, is {\displaystyle x} de onafhankelijke variabele die de reële getallen doorloopt. Definieert men {\displaystyle f(x)} niet als {\displaystyle 3x}, maar als {\displaystyle ax} voor een zeker getal {\displaystyle a}, dan is het getal {\displaystyle a} geen variabele, maar een constante. Weliswaar kan voor {\displaystyle a} elke waarde gekozen worden, maar eens gekozen is de waarde van {\displaystyle a} voor deze functie {\displaystyle f} onveranderlijk.

## Booleaanse variabele
Een booleaanse variabele is een variabele die enkel de waarden 0 en 1 kan aannemen.

## Meting
Men spreekt ook buiten een wiskundige context over variabelen. In het bijzonder bij onderzoek waarin aan verschillende objecten dezelfde grootheden, een of meer attributen of kenmerken, wordt gemeten of waargenomen, wordt over verschillende soorten variabelen gesproken. Afhankelijk van de rol die zij spelen in het onderzoek maakt men onderscheid tussen de volgende typen variabelen:
- Onafhankelijke variabelen: Een onafhankelijke variabele veronderstelt een oorzaak of een vraag, voorspelt het veranderen van een afhankelijke variabele.
  - Een actieve of experimentele onafhankelijke variabele kan gemanipuleerd worden door de onderzoeker om de relatie tussen een aantal variabelen te onderzoeken en verklaren.
  - Een passieve onafhankelijke variabele kan niet worden gemanipuleerd, zoals oogkleur, geslacht, leeftijd.
  - Covariabelen zijn meetbare onafhankelijke variabelen, die niet gemanipuleerd worden, die eigenlijk constant gehouden zouden moeten worden. In de effecten daarvan op het object is men niet geïnteresseerd. Deze effecten kunnen op statistische manier worden weggerekend.
  - Modererende variabele: Een tweede onafhankelijke variabele waarvan wordt verondersteld dat deze een significante bijdrage heeft, die noch uit te sluiten valt, noch volledig vast te stellen valt, op de relatie tussen de onafhankelijke- en afhankelijke variabelen.
- Afhankelijke variabelen of responsvariabelen: De gemeten variabelen, voorspeld of geobserveerd door de onderzoeker, waarvan verwacht wordt dat deze wordt beïnvloed door de onafhankelijke variabele.
- Tussenkomende variabele: Een variabele die de waarneming beïnvloedt, maar niet gezien, gemeten of beïnvloed kan worden. Daardoor kan men afleiden dat het effect van deze variabele beïnvloed wordt door onafhankelijke en modererende variabelen.

## Gebonden variabele
Een gebonden variabele is een variabele voor intern gebruik binnen onder meer een sommatieteken, een vermenigvuldigingsteken met een pi, en een logische uitdrukking met een logische kwantor. De overige variabelen worden vrije variabelen genoemd.